# Пшемислув (Лодзинське воєводство)
Пшемислув (пол. Przemysłów) — село в Польщі, у гміні Хонсно Ловицького повіту Лодзинського воєводства.
Населення — 226 осіб (2011).
У 1975-1998 роках село належало до Скерневицького воєводства.

## Демографія
Демографічна структура станом на 31 березня 2011 року:
|          | Загалом | Допрацездатний вік | Працездатний вік | Постпрацездатний вік |
| -------- | ------- | ------------------ | ---------------- | -------------------- |
| Чоловіки | 115     | 26                 | 73               | 16                   |
| Жінки    | 111     | 15                 | 66               | 30                   |
| Разом    | 226     | 41                 | 139              | 46                   |